# Suzanna Sablairolles
Suzanna Nannette Sablairolles, född 1829, död 1867, var en nederländsk skådespelare.

## Biografi
Suzanna Sablairolles var dotter till skådespelaren Jacob Hendrik Sablairolles (1793–1833) och kostymören Johanna Scholten (1793–1842), och syster till skådespelarna Sophie Sablairolles, Wilhelmina Sablairolles och Henriëtte Sablairolles. Suzanna Sablairolles fick fyra barn i ett förhållande med skådespelaren Pierre August Morin (1819–1895).
Åren 1839–1853 var hon engagerad vid Zuid-Hollandsche Tooneelisten i Haag, vid Amsterdamse Schouwburg 1853–1857, vid Rotterdamse Schouwburg 1857–1859 och åter vid Amsterdamse Schouwburg 1859–1867. 
Suzanna Sablairolles var främst känd för sina roller som hjältinnor i romantiska tragedier. Hon hade från 1851 en relation med kollegan Pierre Morin, som sedan ofta blev hennes motspelare i kärleksdramer, något som blev uppskattat. Hon kallades en "juvel i teatersällskapet" och allmänhetens älskling.
Suzanna Sablairolles avled i barnsäng mitt under en framgångsrik turné och hennes död blev vida omskriven i media.